# Algiedi
Algiedi oder Algedi (von arabisch الجدي, DMG al-ǧady ‚das Ziegenböckchen‘) ist der Eigenname des Sterns Alpha Capricorni (α Cap) im Sternbild Steinbock.
Algiedi ist ein Doppelstern, dessen beide Komponenten in einem relativ großen Abstand von 6,5 Bogenminuten zueinander stehen, so dass sie schon mit bloßem Auge trennbar sind, ähnlich wie Mizar und Alkor im Sternbild Großer Bär. Allerdings sind die beiden Komponenten von Algiedi verschieden weit von der Erde entfernt, sie stehen von uns aus gesehen nur zufällig in fast der gleichen Richtung, es liegt also hier ein optischer Doppelstern vor.
Durch ihre individuelle Eigenbewegung entfernen sich die beiden Sterne von der Erde aus gesehen am Himmel langsam weiter voneinander. Ihren geringsten gegenseitigen Abstand hatten sie vor etwa 9.000 Jahren mit ca. 2,5 Bogenminuten.
Der westliche der beiden Sterne, Alpha1 Capricorni („Prima Giedi“) mit einer scheinbaren Helligkeit von 4,3 mag, ist ein gelber Überriese vom Spektraltyp G3 Ib und 812 Lichtjahre entfernt, während der östlichere der beiden Sterne, der 3,6 mag helle (und damit visuell fast doppelt so hell erscheinende) Alpha2 Capricorni („Secunda Giedi“), ein gelber Riesenstern vom Spektraltyp G9 III, nur 106 Lichtjahre von der Erde entfernt ist. Beide Sterne sind wiederum Mehrfachsternsysteme.
Nach dem „IAU Catalog of Star Names“ der Working Group on Star Names (WGSN) der IAU zur Standardisierung von Sternnamen ist der Name in der Form „Algedi“ seit 2016 nur noch für den helleren Alpha2 Capricorni zulässig.